# ال وکسمن
ال وکسمن (انگلیسی: Al Waxman؛ ۲ مارس ۱۹۳۵ – ۱۸ ژانویهٔ ۲۰۰۱) هنرپیشه و کارگردان کانادایی بود. از فیلم‌هایی که وی در آن نقش داشته است می‌توان به شهر آتلانتیک، هزاره، یک تعویض مقدس، یک قدم تا جهنم، مراقبت‌های ویژه و هوی متال اشاره کرد.